# Долгов (село)
Долгов (укр. Довгів) — село на Украине, находится в Марьяновской поселковой общине Луцкого района Волынской области.
Код КОАТУУ — 0720880403. Население по переписи 2001 года составляет 599 человек. Почтовый индекс — 45747. Телефонный код — 3379. Занимает площадь 22,5 км².